# Casini d'Ardenza

Veduta dei Casini

I Casini d'Ardenza costituiscono un grande edificio residenziale ubicato lungo la passeggiata a mare di Livorno, nel quartiere di Ardenza.
Può considerarsi uno dei complessi più originali del lungomare e il monumento più eloquente del quartiere, tanto da influenzarne tutta la sistemazione viaria retrostante che fa sempre riferimento al complesso.

## Storia

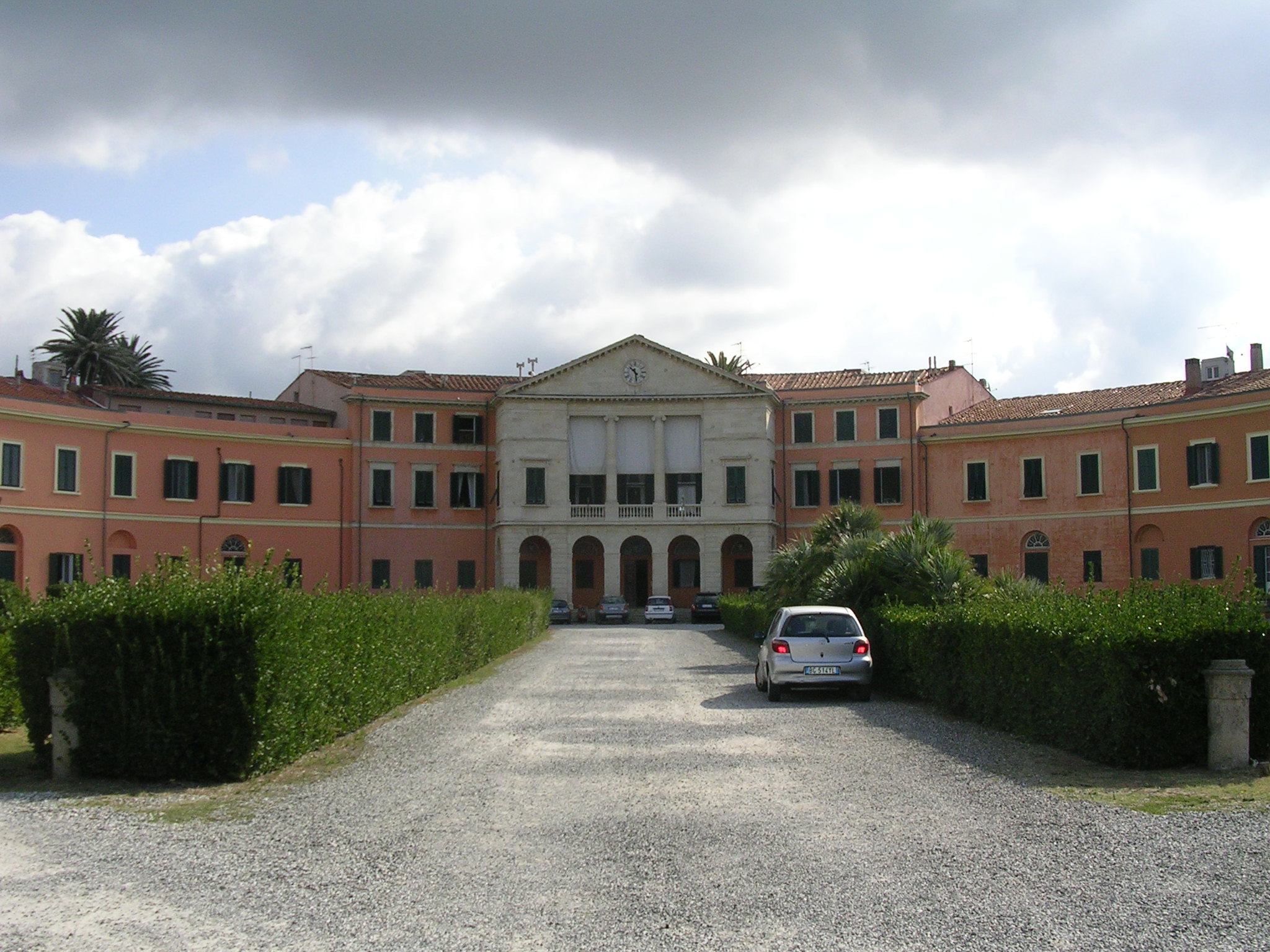
Il corpo principale

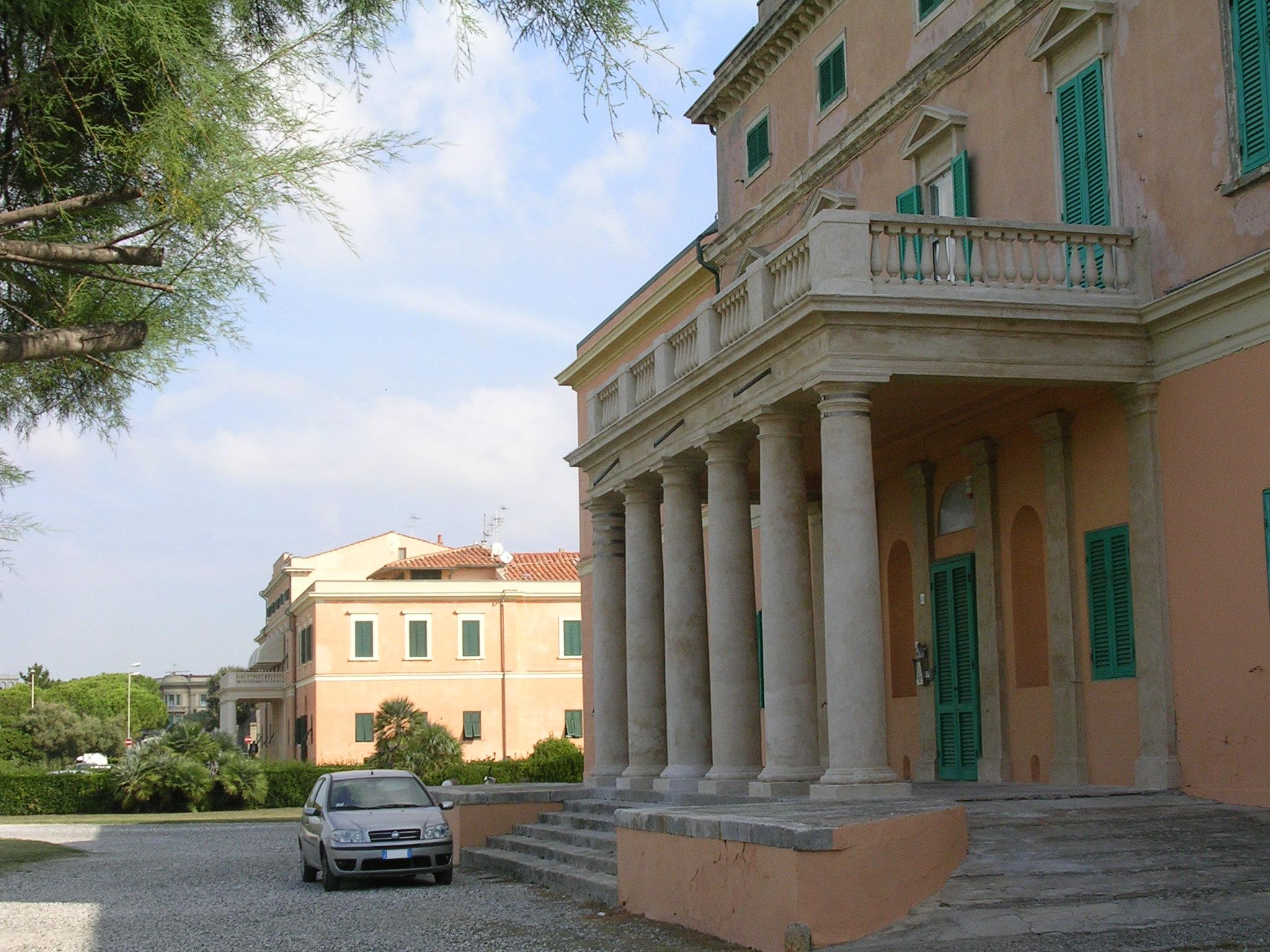
Scorcio laterale

Nella prima metà dell'Ottocento, i numerosi stabilimenti balneari sorti lungo la costa avevano fatto di Livorno una rinomata meta estiva ambita dalla borghesia nazionale ed internazionale, in particolare inglese.
Pertanto, nel 1835, furono avviati i lavori per l'ampliamento della via litoranea (attuale viale Italia) che conduceva a quello che un tempo era il borgo d'Ardenza.
Il punto d'arrivo della passeggiata a mare, a sud del centro cittadino, divenne quindi oggetto di un'intensa attività edilizia promossa dalla Società Casini e Bagni di Mare dell'Ardenza (con sede a Livorno, presso il Ponte San Giovanni Nepomuceno, stabile 740, 1º piano), che si proponeva di costruire appartamenti ammobiliati per i forestieri ed i villeggianti di passaggio a Livorno.
Il progetto fu affidato a Giuseppe Cappellini, che nel 1841 presentò un primo disegno con una serie di edifici isolati disposti a forma semicircolare.
Poco dopo l'architetto approntò una seconda versione, costituita da tredici unità abitative unite con 322 stanze, in un solo corpo di fabbrica, a forma di omega ed aperto verso la passeggiata.
I lavori furono portati a termine in breve tempo e l'inaugurazione al pubblico avvenne il 6 luglio 1844. Gli appartamenti erano arredati ed era a disposizione degli utenti una trattoria con tanto di cuoco, scuderie e rimesse. Inoltre, fu previsto un servizio di vetture per il collegamento con Livorno per chi era sprovvisto di carrozza propria. La struttura doveva essere di appoggio per i bagnanti, i quali potevano usufruire di baracche sul mare. Il prezzo orario per un bagno di un'ora era di 1 Lira a persona o di 1 Paolo a testa se più persone condividevano. Nella guida di Pietro Volpi, redatta nel 1846, si lodano la comodità degli appartamenti e degli ambienti di ricreazione; malgrado ciò, le ambizioni della committenza vennero meno e successivamente gli appartamenti furono venduti, ad uso residenziale, a diversi proprietari.
L'ala meridionale del complesso, definita anche "Palazzo Sud", fu di proprietà, dal 1900 al 1935, della famiglia del barone Herbert von Beneckendorff und von Hindenburg, cugino del più famoso cancelliere tedesco Paul von Beneckendorff und von Hindenburg che resse le sorti della Germania fino all'avvento di Hitler. Il barone Herbert era molto conosciuto dalla popolazione locale da quando aveva cominciato a frequentare da ragazzino la località balneare fino a poco prima la sua morte, avvenuta nel 1956 in Germania.
Sua sorella fu Helene von Nostitz, famosa nobildonna della Belle Epoque tedesca.
Successivamente la proprietà passò alla famiglia Zalùm-Giustiniani, di origini armene e siro-maronite, i cui eredi ne detengono tuttora la proprietà.
Nel tempo le palazzine furono vendute a singoli proprietari. All'interno, oltre alle residenze private, troviamo studi di pittori, di architettura e un bed & breakfast/home restaurant.

## Descrizione
I Casini d'Ardenza rappresentano una delle architetture più caratteristiche e significative della passeggiata a mare.
Come detto, si tratta di un edificio a forma di omega, con un corpo semicircolare affiancato da due ali laterali.
Il fronte principale, posto al centro del complesso, presenta una struttura tripartita, con un portico a cinque arcate sostenute da pilastri a bozze, una loggia con colonne d'ordine ionico sormontata infine da un elegante frontone triangolare, d'ispirazione classica in calcare bianco ed arricchito da un orologio.
Le facciate dei due corpi rettilinei, posti ai margini del fabbricato, sono articolate mediante un portico composto da sei colonne d'ordine tuscanico in pietra arenaria (panchina livornese), con una terrazza delimitata da una balaustra.
Gli elementi di raccordo semicircolari invece sono assai spogli e privi di particolari decorazioni, presentando solo una semplice successione di aperture simmetriche.

## Architettura
Il complesso dei Casini d'Ardenza rimanda allo stile neoclassico di Pasquale Poccianti, molto attivo a Livorno negli anni in cui Cappellini realizza le sue opere principali.
Recentemente alcuni hanno avanzato per i Casini una possibile derivazione dai modelli inglesi di Bath ed in particolare dal Royal Crescent, sebbene con alcune differenze, innanzi tutto nella forma (semicircolare nel caso livornese e semiellittica nel complesso di Bath) e nel diverso trattamento delle superfici (alle forme essenziali dei Casini si contrappongono le colonne d'ordine gigante del Crescent).